# Роґашиці (Остшешовський повіт)
Роґашиці (пол. Rogaszyce, нім. Horneck) — село в Польщі, у гміні Остшешув Остшешовського повіту Великопольського воєводства.
Населення — 1328 осіб (2011).
У 1975-1998 роках село належало до Каліського воєводства.

## Демографія
Демографічна структура станом на 31 березня 2011 року:
|          | Загалом | Допрацездатний вік | Працездатний вік | Постпрацездатний вік |
| -------- | ------- | ------------------ | ---------------- | -------------------- |
| Чоловіки | 657     | 144                | 455              | 58                   |
| Жінки    | 671     | 160                | 378              | 133                  |
| Разом    | 1328    | 304                | 833              | 191                  |